# Królewska Holenderska Akademia Sztuk i Nauk
Królewska Holenderska Akademia Sztuk i Nauk, Królewska Holenderska Akademia Nauk i Sztuk (niderl. Koninklijke Nederlandse Akademie van Wetenschappen, KNAW, ang. Royal Netherlands Academy of Arts and Sciences) – akademia naukowa w Holandii. Została założona w 1808 roku.